# Luerssenia cyminum
Luerssenia cyminum là một loài dương xỉ trong họ Tectariaceae. Loài này được Kuntze mô tả khoa học đầu tiên năm 1891.
Danh pháp khoa học của loài này chưa được làm sáng tỏ. 

## Hình ảnh

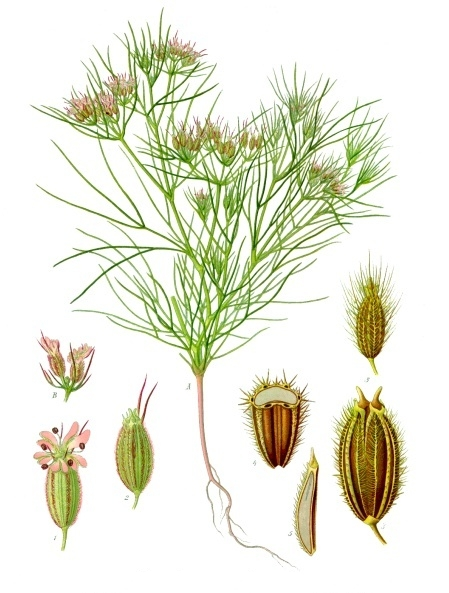
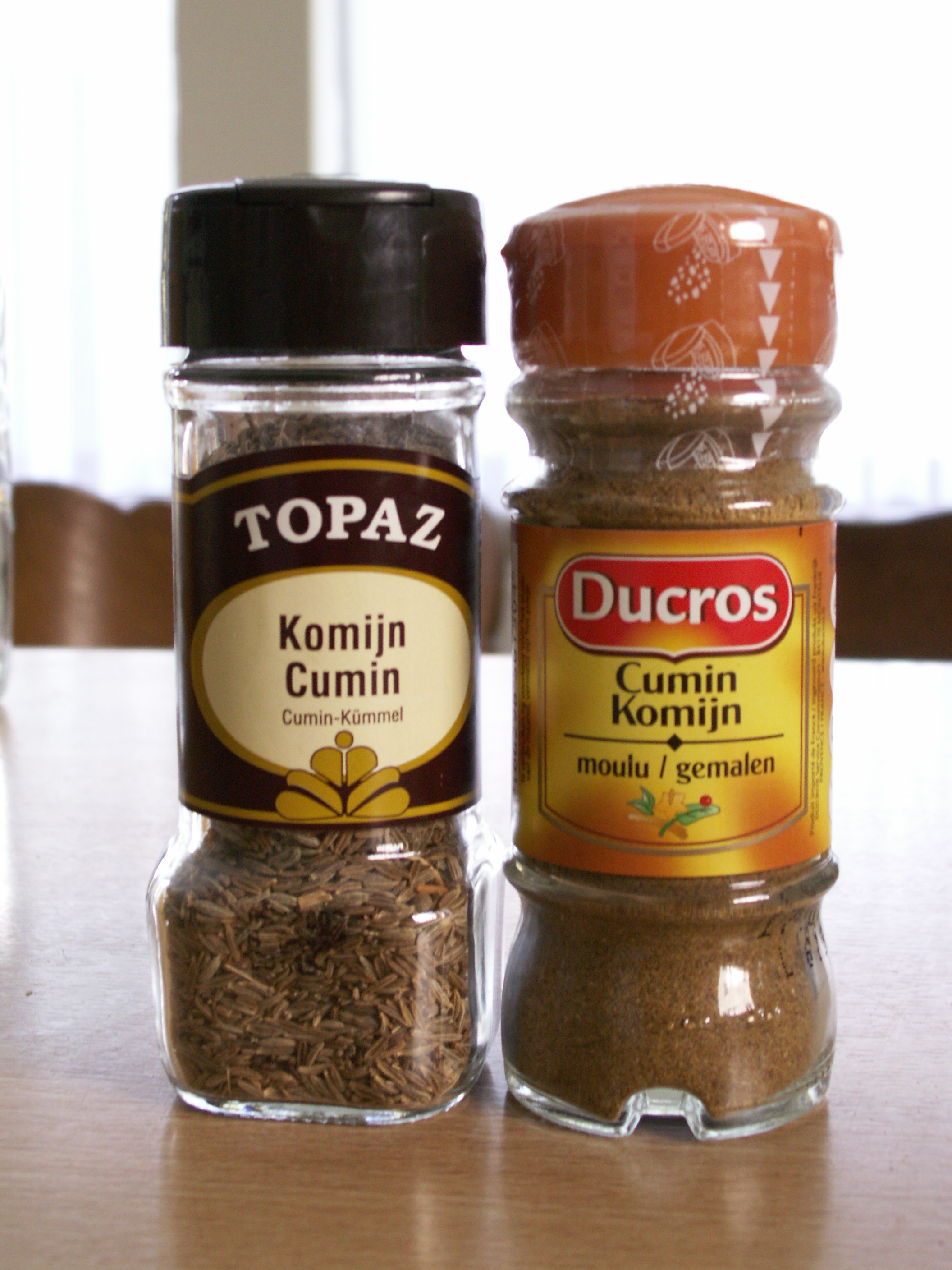
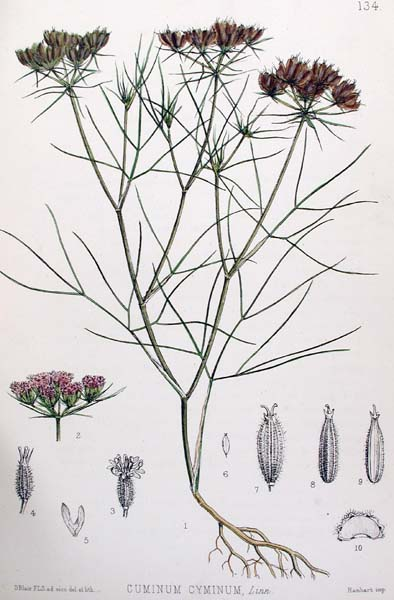